# Aeruginospora
Aeruginospora là một chi của nấm thuộc Tricholomataceae. Chi này, được miêu tả bởi Franz Xaver Rudolf Von Höhnel năm 1908, gồm 2 loài được tìm thấy ở Australia và đông nam châu Á.